# 日耳曼長城
上日耳曼-雷蒂安边墙是罗马帝国在上日耳曼行省和雷蒂安行省内修建的一段边境防御工事，建筑于83年到260年间。它把罗马帝国和未被征服的日耳曼部落分隔开来，从莱茵河上的波恩延伸到多瑙河上的雷根斯堡。总长568公里，包括至少60座堡垒和900座瞭望塔。

## 历史

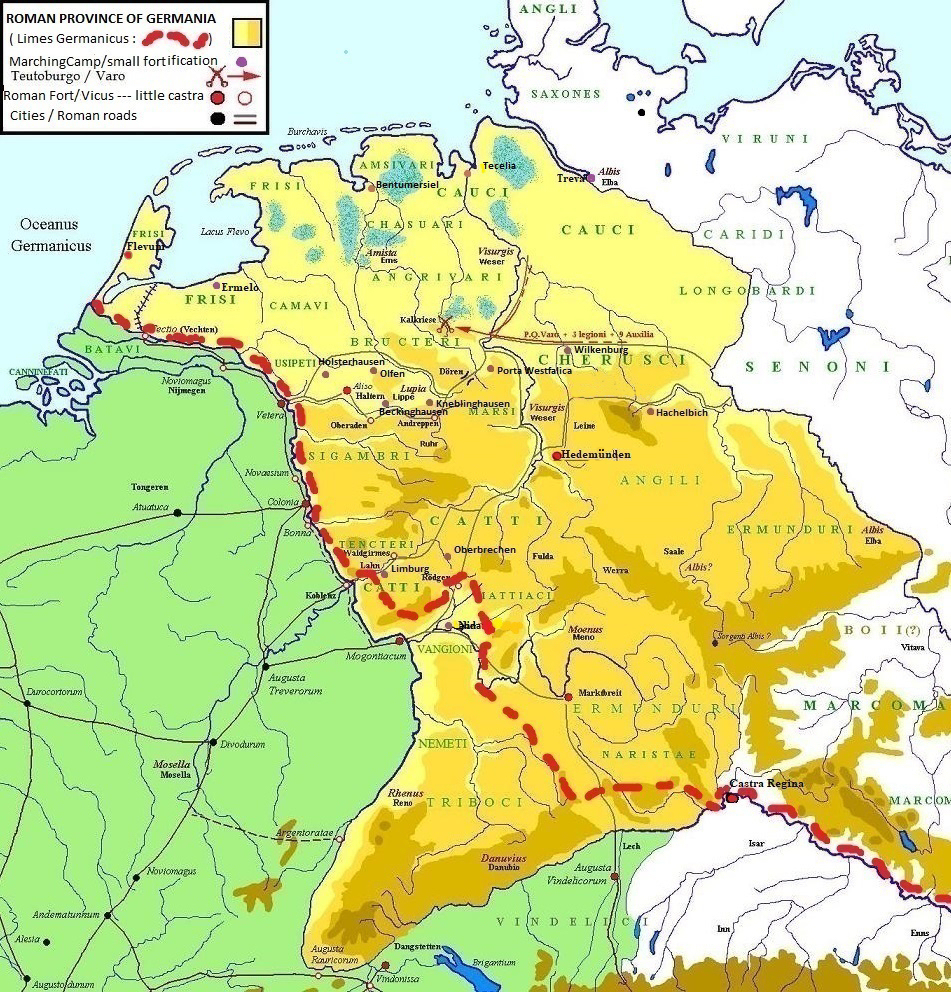
日耳曼长城（红色虚线）与日耳曼尼亚

### 奥古斯都
第一位兴建边墙的罗马皇帝是奥古斯都。在9年的条顿堡森林战役在遭到毁灭性打击后，他下令建造防御工事。一开始是许多分段的短边墙，上日耳曼边墙在莱茵河附近，雷蒂安边墙在多瑙河附近。后来，两段墙连了起来。

### 克劳狄王朝
奥古斯都死后，罗马帝国以莱茵河与多瑙河上游作为它的边界。拥有法兰克福的肥沃土地，美因茨附近的要塞，一直到黑森林的最南端。由于莱茵河又宽又深，帝国的北部边界很稳固，一直保持到帝国衰落。南部的情况就不一样了，莱茵河上游和多瑙河上游很容易被渡过，而且这样长的边界在防守上很不方便。在现在的巴登-符腾堡州中部被一块日耳曼部族的土地嵌入，形成了一个锐角。在罗马时期，这里的日耳曼人还是很稀疏，许多罗马臣民从阿尔萨斯-洛林中部跨过数条河流向东移民。当韦帕芗继承尼禄的皇位后，这个锐角逐渐变钝。

### 弗拉维王朝

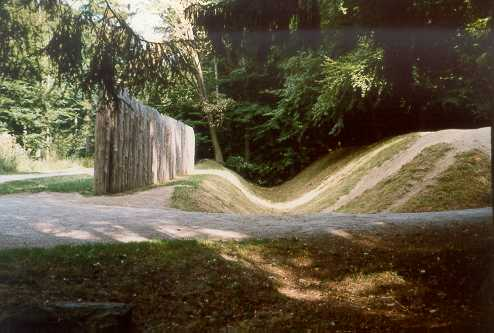
萨尔堡附近的边墙

在弗拉维王朝时期，罗马帝国的边界曾两次向前推进。
第一次推进大约是在74年，罗马帝国吞并部分现在的巴登地区。并修建了一条从罗马帝国在莱茵河上游的基地斯特拉斯堡到多瑙河上乌尔姆。这个锐角又变小了。
第二次推进是在图密善时期的83年。他从美因茨出击，把帝国的边境向东推出，并系统地划定了边界，而且在边界前方后方修建了大量的碉堡和军营来防守边界。其中就有著名的在巴特洪堡附近的萨尔堡要塞。
在74年到83年间，边界的防御工事全部连接了起来。边墙从美因茨附近出发穿过歐登瓦德山，到达内卡河上游，用一连串的碉堡防守着。完工的确切日期并不清楚，如果不是在图密善时期完成的话，那么一定在他死后不久。整个边境被重新整修，从莱茵河到多瑙河有了连续的防御工事，至少是木质的栅栏。

### 安敦尼王朝
莱茵河和多瑙河的夹角几乎要消失了，但帝国还有更深远的计划。哈德良和他的继任安敦尼从奥登瓦德和多瑙河一带出击，计划建立一条大约与原来边境平行的边境，但在有些地方，比如说陶努斯山，和原来的边境重合。这就是现在所看到的边墙所在。边墙分成了截然不同的两段。一段，被称之为普法尔格拉本（Pfahlgraben，意为“桩壕”），是一段土墩、木墙和沟渠，从来因开始延伸，保存得最好的一段在萨尔堡附近。它有一段很特别，近乎几何地笔直伸向南方。另一段，被称之为托于菲尔斯毛尔（Teufelsmauer，意为“魔鬼墙”），是石造的城墙，从普法尔格拉本结束的地方开始近乎笔直的向西伸向多瑙河，在雷根斯堡附近的海因海姆与多瑙河会合。这条边界保持了近百年，这期间边墙还发生了不少变化，但许多都已不可考。

### 罗马帝国晚期
在2世纪晚期，日耳曼人对帝国的压力越来越大，罗马军团和日耳曼人屡战屡败。在250年左右，被迫放弃了莱茵河以东、多瑙河以北的所有领土。边墙也随之失去了作用。

## 作用
边墙从1世纪末开始使用，一直到260年到270年间罗马帝国退出莱茵河多瑙河以东地区。它似乎并没有在对抗外来敌人的入侵中发挥多少作用。它就像是二战以后的“铁幕”一样，把罗马帝国和日耳曼部落划分开来。尽管有部分边墙有壁垒和沟渠，也有几段是石造坚固城墙，但边墙本身实在太容易被突破。

## 现况
边墙被遗弃以后，在很长一段时间内处于默默无闻的状态，任凭风吹雨打。就如同许多古代遗址一样，边墙的许多部分都被当地的居民拿去做建材。后来，考古学家开始对边墙进行了研究，发掘出了不少东西，大多都藏在萨尔堡附近的博物馆里。德国政府曾数次出资维护和修复边墙。2005年，上日耳曼-雷蒂安边墙和以登录世界遗产名录的哈德良长城合并成为一项世界遗产—罗马帝国的边境。

## 遗址

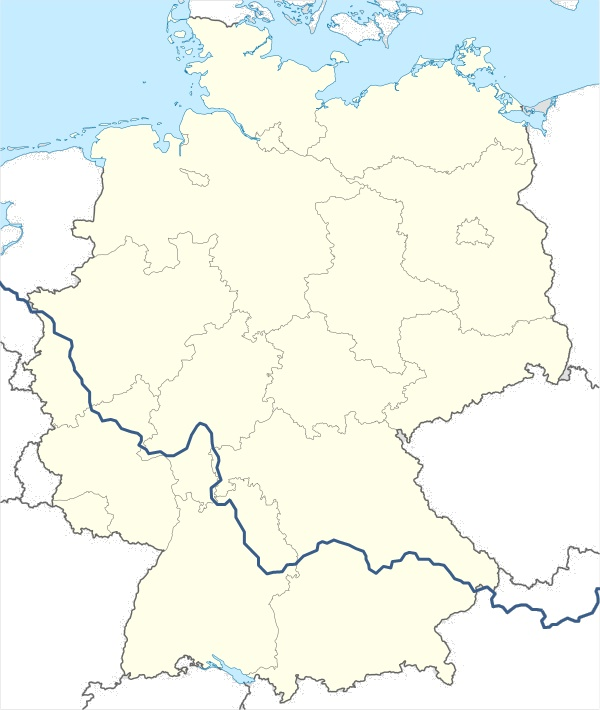
现今德国内的日耳曼长城遗址

现在一般将上日耳曼-雷蒂安边墙分为六段，58处遗址。

### 上日耳曼边墙：莱茵兰-普尔法茨
- 1.赫德塞多夫 Heddesdorf
- 2.下比贝 Niederbiber
- 3.下贝克 Niederberg
- 4.阿茨巴赫 Arzbach
- 5.巴特厄姆斯 Bad Ems
- 6.马里恩菲尔斯 Marienfels
- 7.亨泽尔 Hunzel
- 8.霍尔兆森 Holzhausen

### 上日耳曼边墙：黑森
- 9.科梅尔 Kemel
- 10.祖格曼特尔 Zugmantel

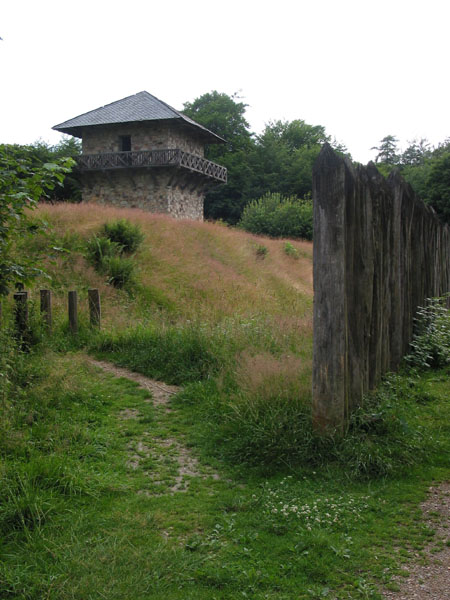
边墙和瞭望塔 (Zugmantel)

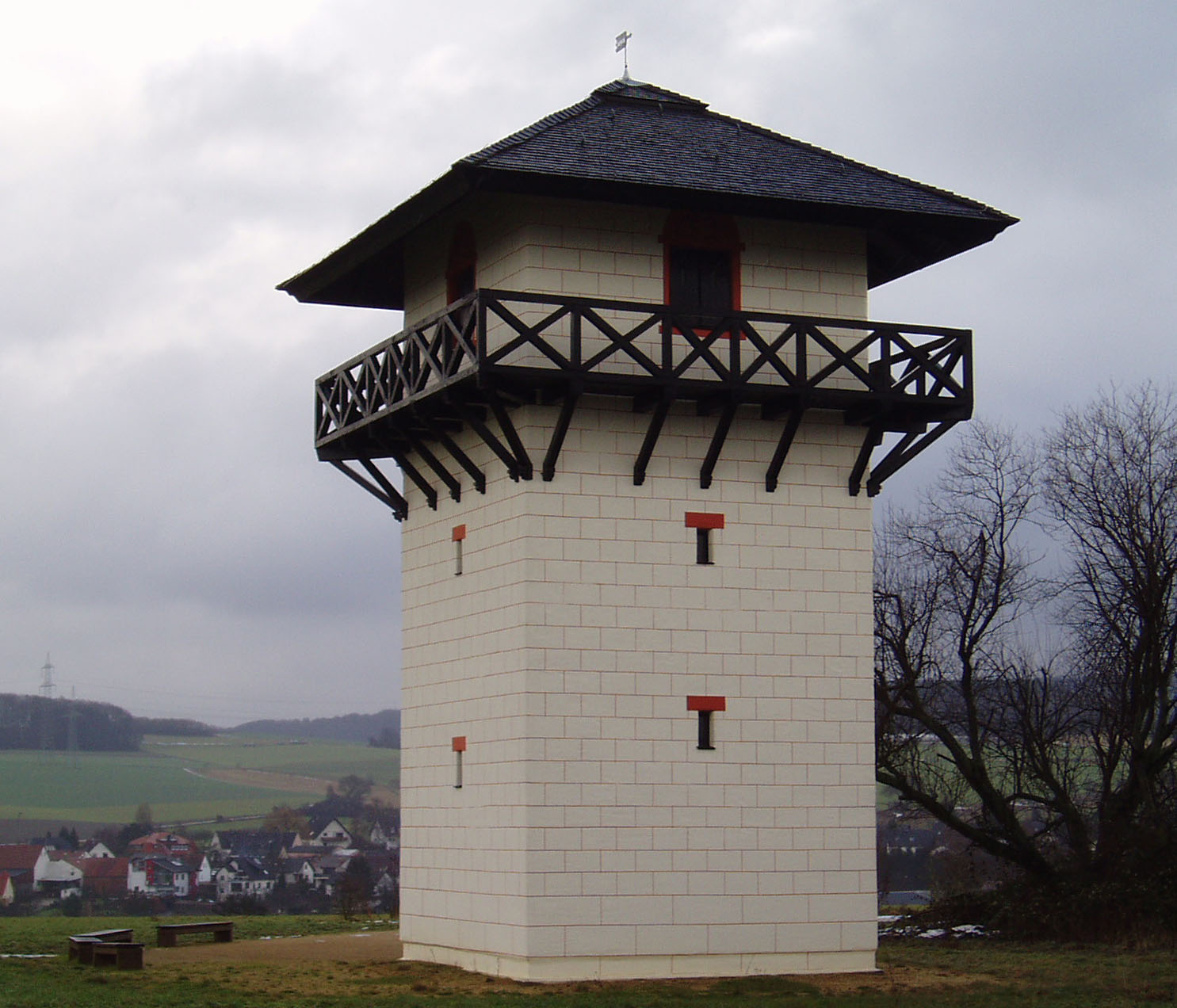
边墙附近的瞭望塔 (Idstein/Alteburg-Heftrich)

- 11.阿尔特堡-赫弗特里希 Alteburg-Heftrich
- 12.菲尔德贝克 Feldberg
- 13.萨尔堡 Saalburg
- 14.卡伯斯堡 Kapersburg
- 15.兰格海因 Langenhain
- 16.弗莱德贝克 Friedberg
- 17.布茨巴赫 Butzbach

- 18.阿恩斯堡 Arnsburg
- 19.因海登 Inheiden
- 20.厄希泽尔 Echzell
- 21.上弗洛斯塔特 Oberflorstadt
- 22.阿尔腾斯塔特 Altenstadt
- 23.马克贝尔 Marköbel
- 24.吕金根 Rückingen
- 25.格罗斯-克罗岑堡 Groß-Krotzenburg
- 26.塞里根斯塔特 Seligenstadt

### 上日耳曼边墙：巴伐利亚
- 27.尼登贝克 Niedernberg
- 28.奥本贝克Obernburg
- 29.沃思 Wörth
- 30.特伦弗特 Trennfurt

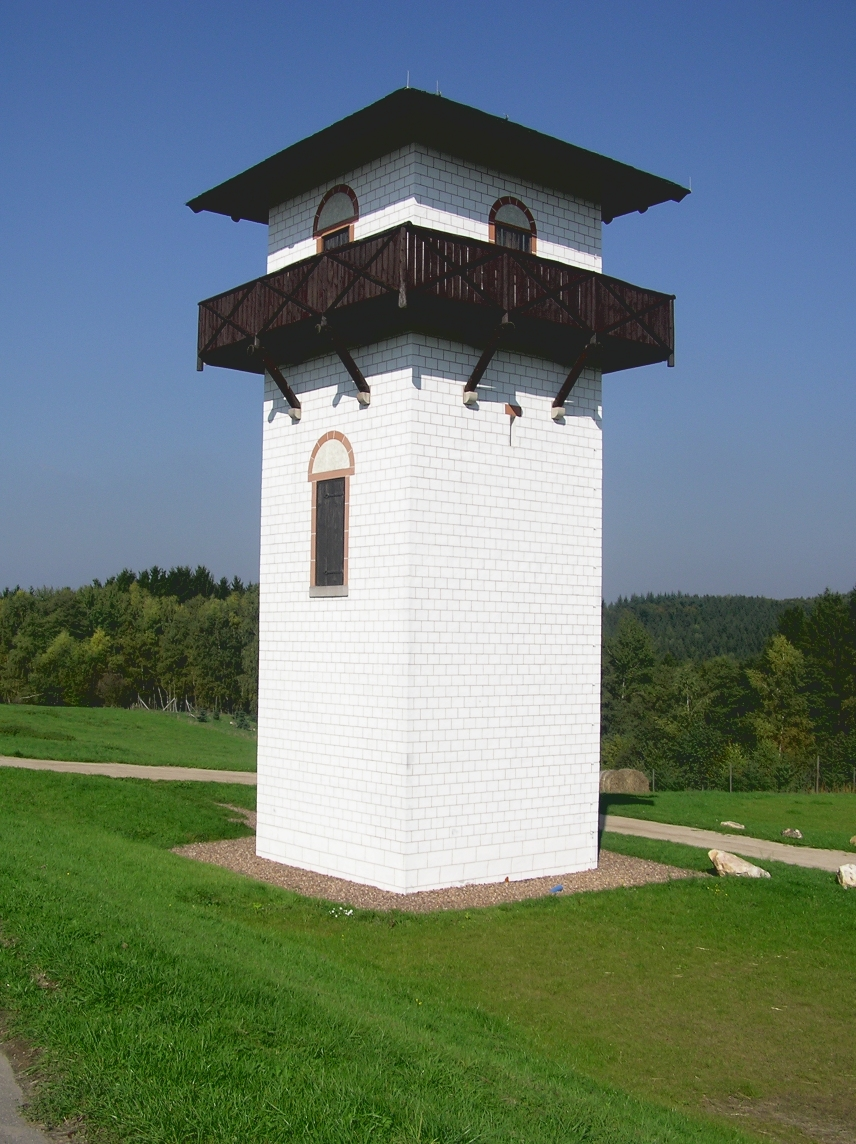
边墙附近的瞭望塔 （Hillscheid/Niedernberg）

- 31.米尔滕贝克-阿尔斯塔特 Miltenberg Altstadt
- 32.米尔滕贝克-奥斯特 Miltenberg Ost

### 上日耳曼边墙：巴登-符腾堡
- 33.瓦尔杜恩 Walldürn
- 34.奥斯特布肯 Osterburken
- 35.雅格斯特豪森 Jagsthausen
- 36.韦斯特巴赫 Westernbach
- 37.美茵哈特 Mainhardt
- 38.穆尔哈特 Murrhardt
- 39.威尔茨海姆 Welzheim
- 40.洛赫 Lorch

### 雷蒂安边墙：巴登-符腾堡
- 41.施里伦霍夫 Schirenhof

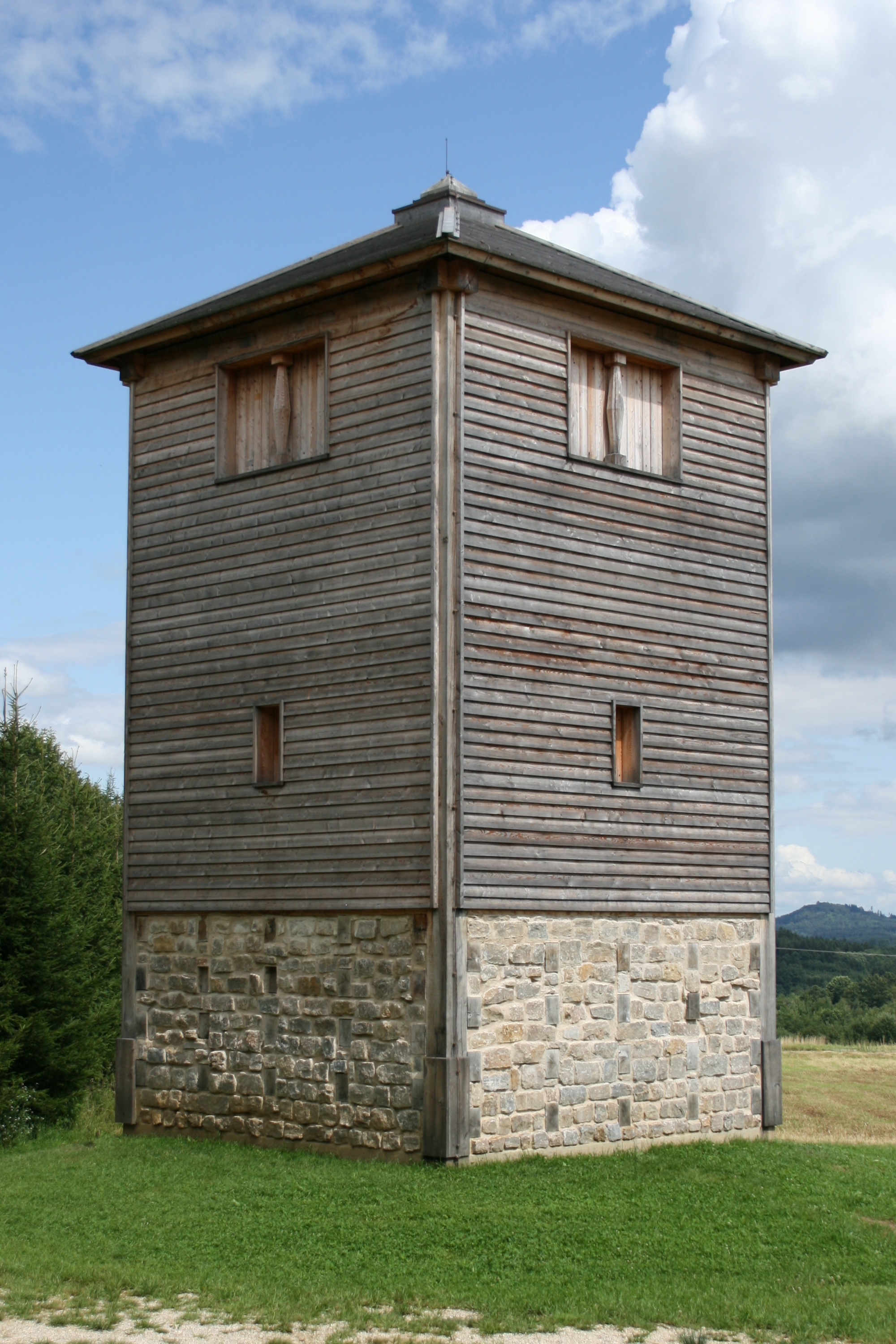
边墙附近的瞭望塔（Rainau-Buch）

- 42.恩特伯宾根 Unterböbingen
- 43.莱瑙-布赫 Rainau-Buch
- 44.哈尔海姆 Halheim
- 45.阿伦 Aalen

### 雷蒂安边墙：巴伐利亚
- 46.鲁芬霍芬 Ruffenhofen
- 47.达姆巴赫 Dambach
- 48.格诺蔡姆 Gnotzheim
- 49.恩特施瓦宁根 Unterschwaningen
- 50.泰伦霍芬 Theilenhofen
- 51.厄灵根 Ellingen
- 52.外森堡 Weißenburg
- 53.上霍赫斯塔特 Oberhochstatt
- 54.布格萨拉赫 Burgsalach
- 55.普芬茨 Pfünz
- 56.伯明 Böhming
- 57.普佛林 Pförring
- 58.艾宁 Eining